# 成安県
成安県（せいあん-けん）は中華人民共和国河北省邯鄲市に位置する県。

## 歴史
漢代に設置された斥丘県を前身とする。南北朝時代、北斉により成安県と改称された。905年（天祐2年）、唐朝により斥丘県と改称されたが、五代十国時代になると後唐により再び成安県と改称された。
1958年に廃止となり磁県に編入されたが、1961年に再設置され現在に至る。

## 行政区画
- 鎮:成安鎮、商城鎮、漳河店鎮、李家疃鎮、北郷義鎮、道東堡鎮
- 郷:辛義郷、柏寺営郷、長巷郷